# هیتومی کوروکی
هیتومی کوروکی (انگلیسی: Hitomi Kuroki؛ زادهٔ ۵ اکتبر ۱۹۶۰) یک هنرپیشه اهل ژاپن است.